# IIe législature de la Cinquième République française
La IIe législature de la Ve République française est un cycle parlementaire qui s'ouvre le 6 décembre 1962 et se termine le 2 avril 1967.

## Composition de l'exécutif
- Président : Charles de Gaulle
- Premier ministre : Georges Pompidou

## Composition de l'Assemblée nationale
Comparativement à la précédente législature, le nombre de sièges diminue de 94 places, principalement en raison la disparition des circonscriptions et des mandats des députés d'Algérie (69) en 1962, et de divers autres territoires d'outre-mer (Sénégal, Mauritanie, Oubangui-Chari, ...) ayant acquis leur indépendance durant la législature (25).

### Résultats des élections législatives de novembre 1962
| Partis politiques | Partis politiques                                     | Votes (Premier tour) | Votes (Premier tour) | Votes (Premier tour) | Votes (Second tour) | Votes (Second tour) | Votes (Second tour) | Total  | Total | Total   |
| Partis politiques | Partis politiques                                     | #                    | %                    | +/-                  | #                   | %                   | +/-                 | Sièges | +/-   | %       |
| ----------------- | ----------------------------------------------------- | -------------------- | -------------------- | -------------------- | ------------------- | ------------------- | ------------------- | ------ | ----- | ------- |
|                   | UNR-UDT                                               | 5 855 744            | 31,94                | +14,34 %             | 6 169 890           | 40,36               | +12,16 %            | 229    | +17   | 51,34 % |
|                   | Parti communiste français (PCF)                       | 4 003 553            | 21,84                | +2,34 %              | 3 195 763           | 20,94               | +0,34 %             | 41     | +31   | 9,19 %  |
|                   | Section française de l'Internationale ouvrière (SFIO) | 2 298 729            | 12,54                | -2,96 %              | 2 264 011           | 14,83               | +1,03 %             | 65     | +21   | 14,57 % |
|                   | Mouvement républicain populaire (MRP)                 | 1 665 695            | 9,08                 | -0,02 %              | 821 635             | 5,45                | -9,95 %             | 36     | -20   | 8,07 %  |
|                   | Radicaux                                              | 1 429 649            | 7,79                 | +2,99 %              | 1 172 711           | 7,68                | ?                   | 42     | -     | 9,42 %  |
|                   | Centre national des indépendants et paysans (CNIP)    | 1 404 177            | 7,66                 | -6,04 %              | -                   | -                   | -                   | ?      | -     | -       |
|                   | Républicains indépendants                             | 1 089 348            | 5,94                 | +5,94 %              | 1 444 666           | 9,46                | -                   | 36     | +36   | 8,07 %  |
|                   | Extrême gauche                                        | 427 467              | 2,38                 | +2,38 %              | 138 131             | 0,90                | +0,90 %             | 2      | +2    | 0,45 %  |
|                   | Extrême droite                                        | 159 429              | 0,87                 | 2,43 %               | 52 245              | 0,34                | -0,56 %             | 0      | -     | 0,00 %  |
|                   | Divers (dont centre : 10 sièges)                      | à remplir            | ?                    | -                    | à remplir           | ?                   | -                   | 11     | -     | 02,46 % |

### Groupes parlementaires
| Groupe parlementaire               | Groupe parlementaire               | Groupe parlementaire               | Députés                            | Députés                            | Députés | Président déclaré                                        |
| Groupe parlementaire               | Groupe parlementaire               | Groupe parlementaire               | Membres                            | Apparentés                         | Total   | Président déclaré                                        |
| ---------------------------------- | ---------------------------------- | ---------------------------------- | ---------------------------------- | ---------------------------------- | ------- | -------------------------------------------------------- |
|                                    | UNR-UDT                            | Union pour la nouvelle République  | 216                                | 17                                 | 233     | Roger Dusseaulx (1962-1963), Henri Rey (1963-1967)       |
|                                    | SOC                                | Socialiste                         | 64                                 | 2                                  | 66      | Gaston Defferre                                          |
|                                    | CD                                 | Centre démocratique                | 51                                 | 4                                  | 55      | Pierre Pflimlin (1962-1963), Pierre Abelin (1963-1967)   |
|                                    | COM                                | Communiste                         | 41                                 | 0                                  | 41      | Waldeck Rochet (1962-1964), Robert Ballanger (1964-1967) |
|                                    | RD                                 | Rassemblement démocratique         | 35                                 | 4                                  | 39      | Maurice Faure                                            |
|                                    | RI                                 | Républicains indépendants          | 32                                 | 3                                  | 35      | Raymond Mondon                                           |
|                                    |                                    |                                    |                                    |                                    |         |                                                          |
| Total de députés membre de groupes | Total de députés membre de groupes | Total de députés membre de groupes | Total de députés membre de groupes | Total de députés membre de groupes | 469     |                                                          |
|                                    | Députés non-inscrits               | Députés non-inscrits               | Députés non-inscrits               | Députés non-inscrits               | 13      |                                                          |
|                                    |                                    |                                    |                                    |                                    |         |                                                          |
| Total des sièges pourvus           | Total des sièges pourvus           | Total des sièges pourvus           | Total des sièges pourvus           | Total des sièges pourvus           | 482     |                                                          |

### Président de l'Assemblée
- Jacques Chaban-Delmas (UNR, 2e circonscription de la Gironde)

## Gouvernements successifs
La IIe législature compte deux gouvernements : 
| Gouvernement | Gouvernement     | Gouvernement                                                 | Dates (Durée)                                                  | Président du Conseil       | Coalition     |
| ------------ | ---------------- | ------------------------------------------------------------ | -------------------------------------------------------------- | -------------------------- | ------------- |
|              | Georges Pompidou | Pompidou II                                                  | du 7 décembre 1962 au 8 janvier 1966 (3 ans, 1 mois et 1 jour) | Georges Pompidou (UNR-UDT) | (UNR-UDT- RI) |
| Pompidou III | Georges Pompidou | du 8 janvier 1966 au 7 avril 1967 (1 an, 2 mois et 30 jours) | (UNR-UDT- RI-CD)                                               | Georges Pompidou (UNR-UDT) |               |

## Élection du président de l'Assemblée nationale
| Jacques Chaban-Delmas | Gironde (2e)       |                | UNR-UDT        | 287 | 64,06 | Élu   |  |  |
| Eugène Montel         | Haute-Garonne (4e) |                | SOC            | 114 | 25,45 | Battu |  |  |
| Waldeck Rochet        | Seine (41e)        |                | COM            | 42  | 9,38  | Battu |  |  |
| Autres suffrages      |                    |                |                | 5   | 1,12  |       |  |  |
|                       |                    |                |                |     |       |       |  |  |
| Votants               | Votants            | Votants        | Votants        | 464 | ?     |       |  |  |
| Blancs et nuls        | Blancs et nuls     | Blancs et nuls | Blancs et nuls | 16  | 3,45  |       |  |  |
| Exprimés              | Exprimés           | Exprimés       | Exprimés       | 448 | 96,55 |       |  |  |